# Большенаполовский
Большенаполовский — хутор в Боковском районе Ростовской области.
Входит в состав Верхнечирского сельского поселения.

## Население
| 1989 | 2002 | 2010 |
| ---- | ---- | ---- |
| 704  | ↘630 | ↘614 |

## Улицы
На хуторе имеются две улицы: Лесная и Школьная.

## Известные уроженцы
- Дерябкин, Виктор Ефимович (род. 1954) — советский и российский политический и хозяйственный деятель.

## Археология
Территория Ростовской области была заселена ещё в эпоху неолита. Люди, живущие на древних стоянках и поселениях у рек, занимались в основном собирательством и рыболовством. Степь для скотоводов всех времён была бескрайним пастбищем для домашнего рогатого скота. От тех времен осталось множество курганов с захоронениями жителей этих мест. Курганы и курганные группы находятся на государственной охране.
Поблизости от территории хутора Большенаполовский Боковского района расположено несколько достопримечательностей — памятников археологии. Они охраняются в соответствии с Федеральным законом от 25.06.2002 N 73-ФЗ «Об объектах культурного наследия (памятниках истории и культуры) народов Российской Федерации», Областным законом от 22.10.2004 N 178-ЗС «Об объектах культурного наследия (памятниках истории и культуры) в Ростовской области», Постановлением Главы администрации РО от 21.02.97 N 51 о принятии на государственную охрану памятников истории и культуры Ростовской области и мерах по их охране и др.
- Курган «Большенаполовский I». Расположен на северной окраине хутора Большенаполовского.
- Курган «Большенаполовский II». Расположен в 400 метрах к северу от хутора Большенаполовского.
- Курган «Большенаполовский III». Расположен в 1,3 км к северу от хутора Большенаполовского.
- Курган «Большенаполовский V». Расположен в 2,3 км к северо-западу от хутора Большенаполовского[4].